# Anthony Rota
Pour les articles homonymes, voir Rota.
Anthony Rota, né le 15 mai 1961 à North Bay (Ontario), est un entrepreneur et homme politique canadien.
Il est élu député libéral de la circonscription de Nipissing—Timiskaming à la Chambre des communes du Canada une première fois lors des élections fédérales de 2004. Réélu en 2008, il perd par seulement 18 voix en 2011 avant de regagner la circonscription en 2015 qu'il conserve lors des élections de 2019 et de 2021.
Il est président de la Chambre des communes du Canada du 5 décembre 2019 jusqu'à sa démission le 27 septembre 2023 à la suite de l'invitation controversée d'un vétéran ukrainien qui avait combattu du côté des nazis durant la Seconde Guerre mondiale.

## Biographie
Né le 15 mai 1961 à North Bay en Ontario, Anthony Rota est titulaire d'un baccalauréat en sciences politiques de l'Université Wilfrid-Laurier, d'une maîtrise en administration des affaires de l'Université d'Ottawa et un diplôme en finances du Collège Algonquin.
Après une expérience comme conseiller municipal de la ville de North Bay de 1994 à 1997, il est élu député à la Chambre des communes lors des élections fédérales de 2004, représentant la circonscription ontarienne de Nipissing—Timiskaming sous la bannière du Parti libéral du Canada. Réélu en 2006 et en 2008, il est défait par le candidat du Parti conservateur du Canada, Jay Aspin, lors des élections fédérales de 2011.
Il regagne le siège aux élections fédérales de 2015, puis est réélu en élections fédérales de 2019. Le 5 décembre 2019, il est élu président de la Chambre des communes, remplaçant ainsi Geoff Regan, qu'il bat avec le soutien des conservateurs. Il devient le premier président de la chambre d'origine italienne.

### Invitation controversée à la Chambre des communes
En septembre 2023, Anthony Rota s'est retrouvé dans l'embarras lorsqu'il a été révélé que Yaroslav Hunka, l'homme de 98 ans qu'il a invité à la Chambre des communes et qu'il a présenté comme « un héros ukrainien, un héros canadien » le 22 septembre, était un combattant de la 14e division SS Galicie durant la Seconde Guerre mondiale, une unité composé de volontaires ukrainiens intégrée à la Waffen-SS qui a combattu contre l'Union soviétique. La Waffen-SS a été désignée en 1946 comme une organisation criminelle par le Tribunal militaire international lors du procès de Nuremberg.
Yaroslav Hunka a reçu une longue ovation des députés et du président ukrainien Volodymyr Zelensky, qui s'était déplacé pour prononcer un discours, une situation que Justin Trudeau et la gouverneure générale Mary Simon qualifieront d'embarassante pour le Canada.
Le lendemain, il présente ses excuses.
Le 25 septembre 2023, des partis d'opposition (Nouveau Parti démocratique et Bloc québécois) réclament sa démission. Le 26, il annonce sa démission avant une période de questions, ayant perdu l'appui du Parti libéral et du Parti conservateur, qui lui avaient également demandé de démissionner plus tôt dans la journée, disant éprouver de « profonds regrets » d'avoir invité Yaroslav Hunka au discours de Volodymyr Zelensky. La démission prend effet le 27.
Le 5 octobre 2023, lors du forum international de Valdaï, Vladimir Poutine affirme qu'il est soit « un idiot », soit « une crapule » et en profite pour affirmer que cet épisode est un exemple de la « nazification » de l'Ukraine.